# Вероника Шикулова
Вероника Шикулова (на словашки: Veronika Šikulová) е словашка журналистка и писателка, авторка на книги за деца и младежи.

## Биография и творчество
Родена е на 15 март 1967 г. в Модра, Чехословакия. Тя е най-голямото дете на писателя Винцент Шикула и психиатърката Алис Шикулова. Завършва гимназия в Модра. Следва журналистика във Факултета по изкуствата на университета „Коменски“.
След дипломирането си работи като редактор в периодичните издания Literárny týždenník, Nový Čas и Meridián. Работи също в музея „Лудовит Щур“ в Модра и в Малокарпатската библиотека в Пезинок. Тя е организатор на фестивала на поезията „Фелибер“ в Модра и Пезинок.
Прави дебюта си с публикации в литературната добавка на всекидневника „Smena”, в литературните списания Romboid, Slovenské pohľady, и в сборника от произведения на млади автори „Другият дъх“ (Druhý dych) от 1985 г. Пише също така фейлетони за всекидневника „Правда“ и списание „Мяу“.
Първата ѝ книга, сборникът с разкази „Сенки“ (Odtiene), е издадена през 1997 г. За него получава наградата „Иван Краско“ на най-добър дебют.
По-късно следват книгите ѝ Домчек в един ход“, „Места в мрежата“ и „Дупка в пуловера“. Автобиографичният ѝ роман „Места в мрежата“ получава наградата на Литературния фонд за оригинални литературни произведения.
През 2014 г. е издаден сборникът ѝ „Празнината на плода“ (Medzerový plod), който получава наградите „Анасофт литера“ и „Кристално крило“.
Омъжена е за физика Марек Михалкович, син на поета Йозеф Михалкович.
Вероника Шикулова живее със семейството си в Модра.

## Произведения
- Odtiene (1997) – разкази, награда „Иван Краско“[1][2][3]
- Z obloka (1999) – разкази
- Mesačná dúha (2003)
- To mlieko má horúčku (2006) – книжка с картинки
- Domček jedným ťahom (2009)
- Miesta v sieti (2011)
- Diera do svetra (2012) – разкази
- Medzerový plod (2014) – разкази, награда „Анасофт литера“ и награда „Кристално крило“[1][2][3]
- Freska v dome (2014) – есета
- Moyzesovo kvarteto 40 (2015) – за музикалната група „Мойзес“
- Petrichor (2016) – разкази
- Ži vo mne (2018)
- Tremolo ostinato (2020)
- Radosti a dni (2021) – есета
- Pozor, bodkovaný pes! (2021) – книжка с картинки
- Líštičky majú rady teplo (2022)
- Zelená pošta (2022)
- Záhradky (Vyvolávanie) (2023)